# Pracownia Staromiejska w Poznaniu

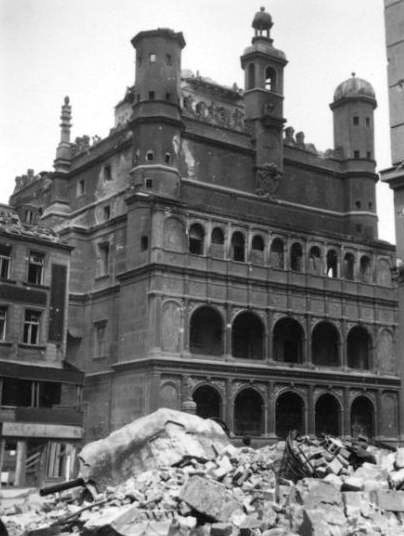
Ratusz przed odbudową

Pracownia Staromiejska - specjalistyczna jednostka Miastoprojektu w Poznaniu powołana w końcu 1953 celem przeprowadzenia kompleksowej odbudowy poznańskiego Starego Miasta po zniszczeniach II wojny światowej.
Kierownikiem pracowni był od początku 1954 inż. Florian Rychlicki, który był jednocześnie generalnym projektantem odbudowy Starego Miasta. W ramach Pracowni Staromiejskiej utworzono cztery zespoły architektoniczne, których kierownikami byli: Karol Jasiecki, Bogdan Mrozek, Stefan Sawicki oraz Henryk Marcinkowski. Konsultantami byli: Zbigniew Zieliński, prof. Piotr Biegański (były konserwator zabytków z Warszawy), mgr Jerzy Łomnicki (wojewódzki konserwator zabytków i brat aktora Tadeusza Łomnickiego) i Henryk Kondziela (następca Jerzego Łomnickiego na stanowisku wojewódzkiego konserwatora zabytków). W Pracowni zatrudniono m.in. Zygmunta Skupniewicza, Sylwestra Pajzderskiego i Jana Górnego. Zespół mieścił się początkowo na drugim piętrze Zamku Cesarskiego (funkcjonowała tu także Miejska Pracownia Urbanistyczna), by potem przenieść się do odbudowanych kamieniczek przy ul. Woźnej i Ślusarskiej. Efektem pracy Pracowni była pełna odbudowa Starego Miasta w Poznaniu, czy koncepcje zagospodarowania Chwaliszewa i Wzgórza Przemysła wraz z częścią Alei Marcinkowskiego. Henryk Kondziela podsumował dokonania zespołu w obszernym dziele Stare Miasto w Poznaniu. Zniszczenia - odbudowa - program dalszych prac.